# Microdipoena elsae
Microdipoena elsae là một loài nhện trong họ Mysmenidae.
Loài này thuộc chi Microdipoena. Microdipoena elsae được Michael Saaristo miêu tả năm 1978.